# Дубова (зупинний пункт)
Ду́бова — закритий пасажирський зупинний пункт Рівненської дирекції Львівської залізниці.
Розташований на північно-східній околиці Ковеля у селі Дубове, Ковельський район, Волинської області на лінії Вербка — Камінь-Каширський між станціями Вербка (1 км) та Камінь-Каширський (48 км).
Зупинний пункт Дубова відкрито на місці колишньої станції База. Станом на кінець лютого 2019 року пасажирське сполучення відсутнє.